# Murambi Genocide Memorial

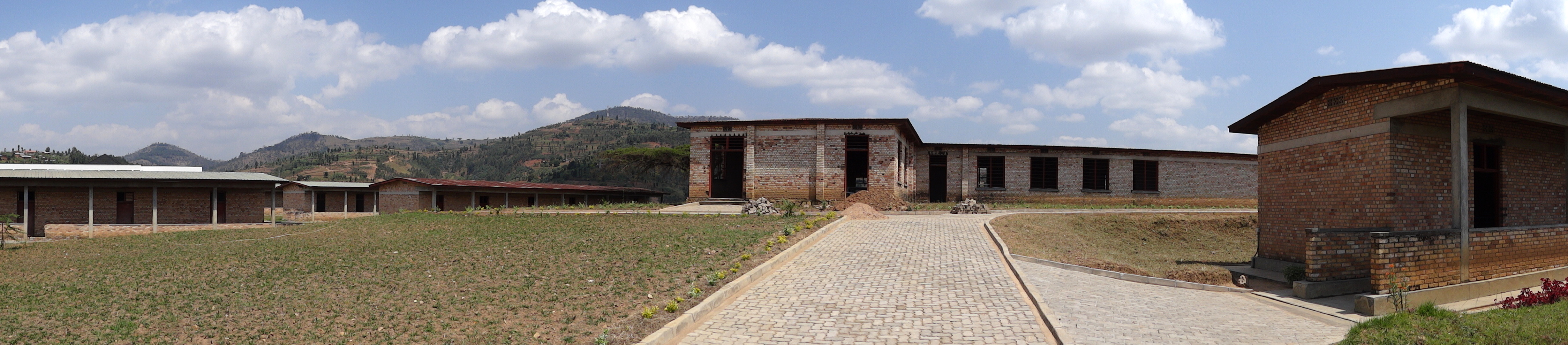
Die Gedenkstätte Murambi Genocide Memorial in dem früheren Schulkomplex als Tatort des Massenmordes von 1994

Das Murambi Genocide Memorial ist eine Gedenkstätte in der Nähe der Stadt Murambi in der Südprovinz von Ruanda, die an den Völkermord in Ruanda von 1994 erinnert. Sie ist eine von sechs größeren Erinnerungsstätten der etwa 200 Einrichtungen dieser Art im Land.

## Lage
Murambi in der Südprovinz von Ruanda im Distrikt Nyamagabe ist eine Satellitenstadt von Nyamagabe (früher Gikongoro) etwa 160 km südlich der Hauptstadt Kigali. Das Murambi Genocide Memorial befindet sich auf einem etwa drei Fußballfelder großen Gelände auf einem Hügel außerhalb des Ortes. Es ist in einem früheren Schulkomplex untergebracht, der zum Sitz einer technischen Sekundarschule werden sollte. Die Errichtung der Schule wurde von der Weltbank gefördert und 1990 begonnen. Zum Zeitpunkt des Völkermordes 1994 war der Bau noch nicht abgeschlossen.

## Geschichte

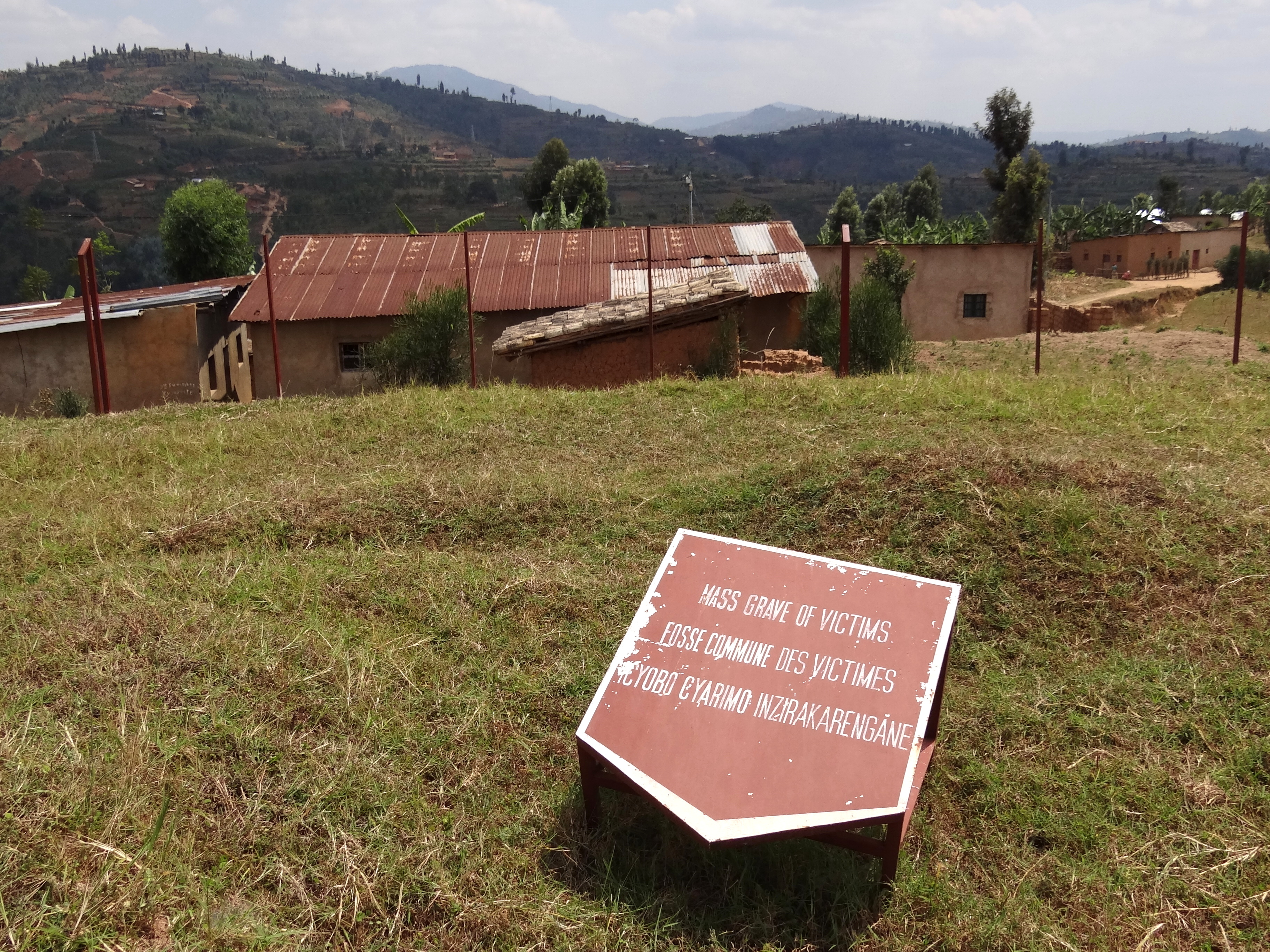
Gekennzeichnete Stelle eines Massengrabes auf dem früheren Schulgelände

Am 16. April 1994 flüchteten tausende Tutsis in den noch nicht fertiggestellten Schulkomplex in Murambi. Nachdem sich die Tutsi einige Tage mit Steinen gegen die Interahamwe als Miliz der Hutu verteidigt hatten, wurden sie am 21. April 1994 überrannt. Die Milizangehörigen töteten die Flüchtlinge systematisch mit Macheten, Messern, Speeren, Sicheln, Feldhauen und Knüppeln. Schätzungen zufolge wurden rund 43.000 Tutsi in der Schule ermordet, darunter viele Kinder und Kleinkinder. Fast alle, die entkommen konnten, wurden am nächsten Tag getötet, als sie versuchten, sich in einer nahegelegenen Kirche zu verstecken. Über die Anzahl der überlebenden Menschen gibt es unterschiedliche Angaben. Zwischen 4 und 36 Menschen sollen das Massaker überlebt haben. Kurz danach leiteten französische Soldaten die Hutu-Miliz an, mit schwerem Gerät Gruben auszuheben und darin Massengräber anzulegen. Darüber wurde später ein Volleyballfeld angelegt, um das Geschehene zu verbergen.

## Gedenkstätte

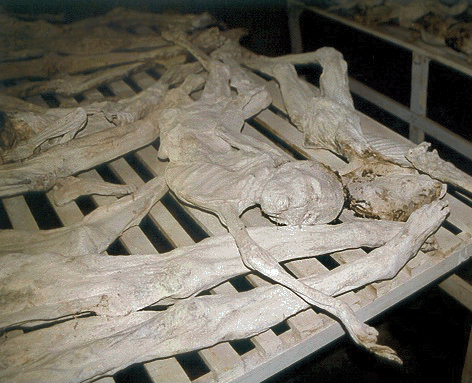
Mumifizierte und eingekalkte Körper von Opfern des Völkermords im Murambi Genocide Memorial, 2001

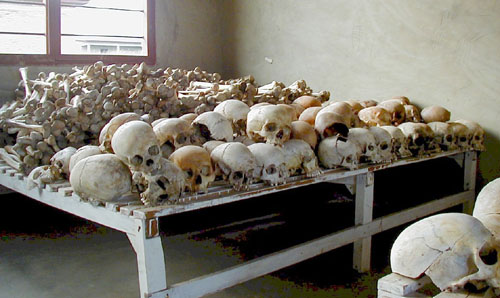
Ausgestellte Schädel und Beinknochen von Opfern des Völkermords im Murambi Genocide Memorial, 2001

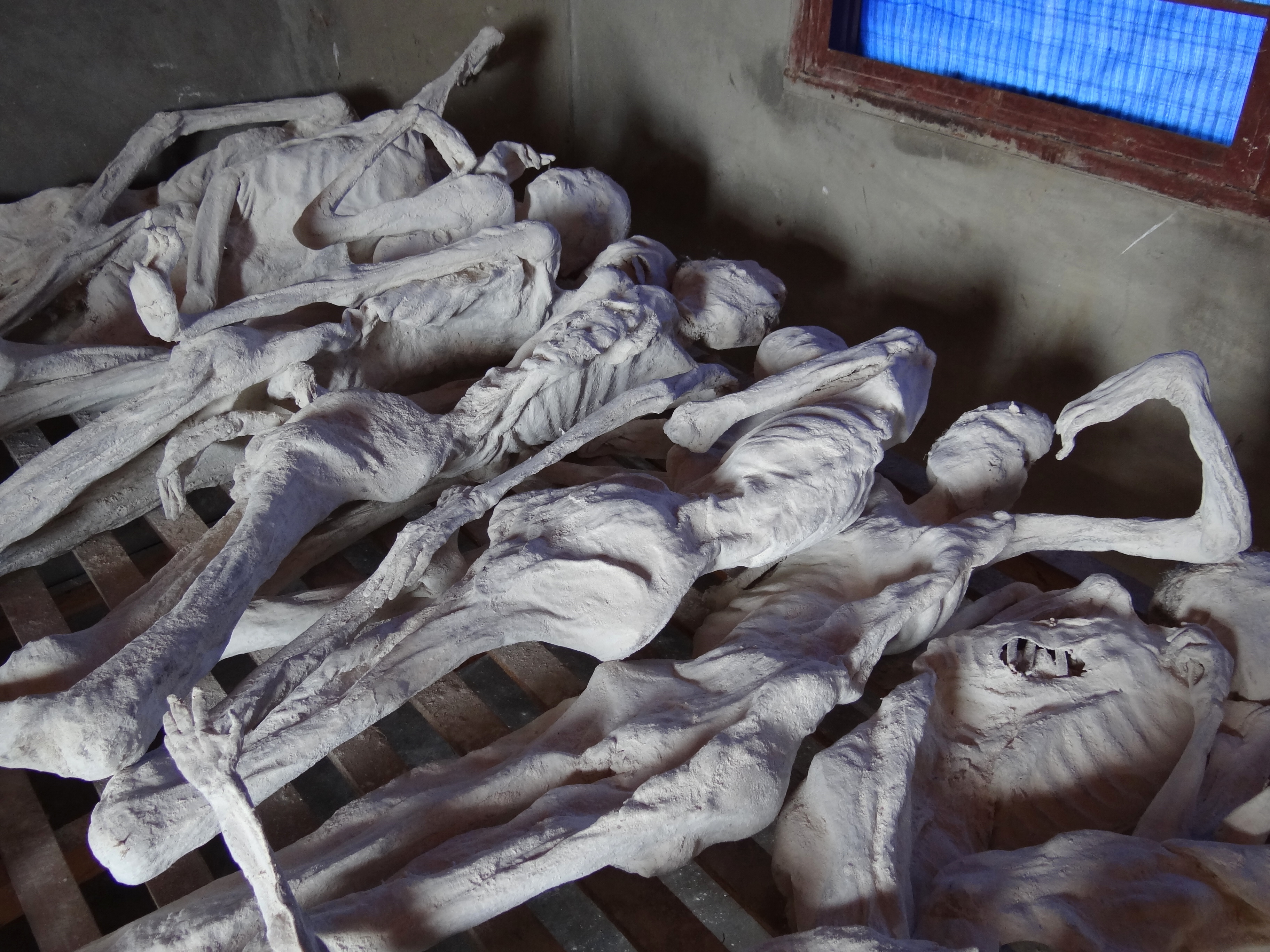
Eingekalkte Körper in einem früheren Schulraum, 2012

Die Gedenkstätte wurde am 21. April 1995, dem ersten Jahrestag des Massenmordes in der technischen Sekundarschule, gegründet. Sie befindet sich in dem Schulkomplex als Tatort. Die Öffnung der Massengräber und die Exhumierung der Opfer auf dem Schulgelände erfolgte 1995 und 1996. In den Klassenräumen der Schule sind die menschlichen Überreste von etwa 850 Opfern auf Holzgerüsten liegend ausgestellt, die als Human Remains bezeichnet werden. Sie werden zur Leichenkonservierung zweimal im Jahr mit Kalk behandelt, um sie vor Zerfall zu bewahren. Ob sie weiterhin konserviert oder bestattet werden sollen, ist noch nicht entschieden worden. Zur Ausstellung gehören auch Arm- und Beinknochen sowie Schädel von Opfern und deren Kleidung. Die Körper der Opfer sind infolge der konservatorischen Kalkung und der Liegezeit mumifiziert. Erwachsene Opfer wiegen nur noch zwischen 10 und 15 kg.
Seit 2012 befindet sich das Murambi Genocide Memorial auf der Tentativliste zur Aufnahme in das UNESCO-Welterbe. 2023 wurde die Stätte in das UNESCO-Welterbe aufgenommen. Es zählt neben dem Kigali Genocide Memorial, dem Ntarama Genocide Memorial und Einrichtungen in Nyamata, Bisesero und Nyarubuye (Massaker von Nyarubuye) zu den größeren Gedenkstätten zur Erinnerung an den Völkermord in Ruanda.
Am 21. April 2019 als dem 25. Jahrestag des Massakers in Murambi fand eine Gedenkveranstaltung mit Bewohnern, Regierungsvertretern  und Besuchern aus dem Ausland statt.
2023 wurde das Murambi Genocide Memorial gemeinsam mit drei weiteren Gedenkstätten unter der Bezeichnung Gedenkstätten des Völkermordes: Nyamata, Murambi, Gisozi und Bisesero in das UNESCO-Welterbe aufgenommen.

### Internationale Zusammenarbeit

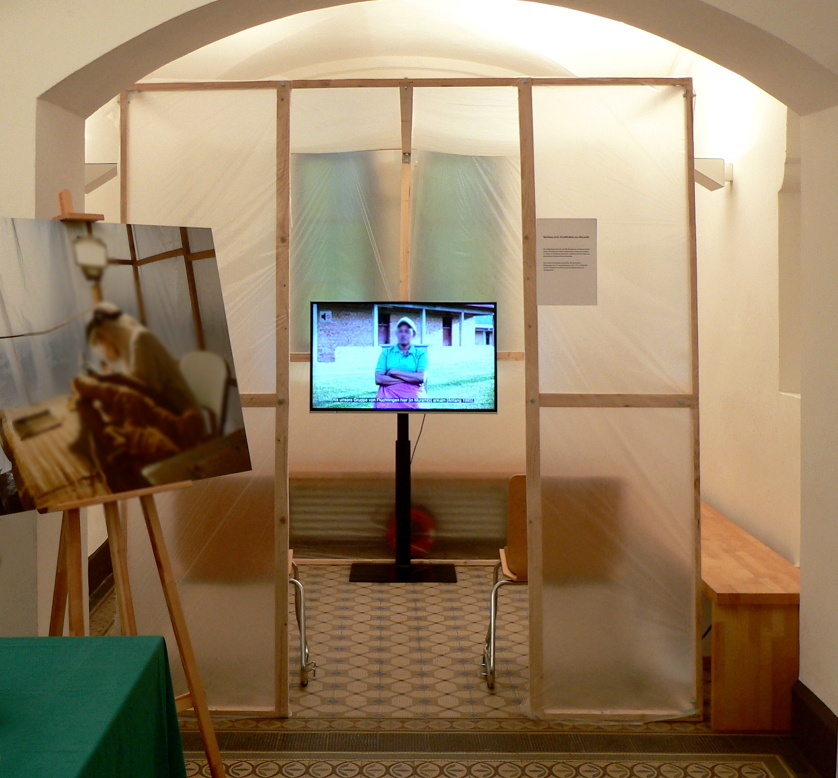
Nachbau einer staubsicheren Strahlkabine zur Freilegung der Körper in Ruanda in der Ausstellung „Never Forgotten – Never Again“, 2022

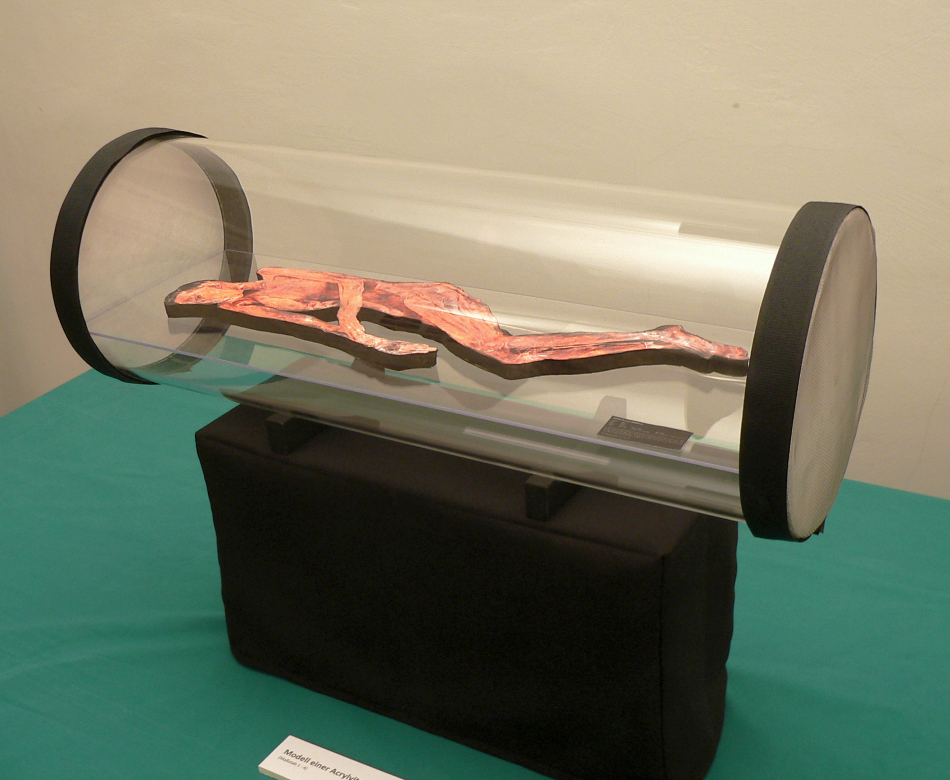
Modell einer Ausstellungsvitrine im Maßstab 1:4 mit der Abbildung eines konservierten Körpers in der Ausstellung „Never Forgotten – Never Again“, 2022

Das Institut für Rechtsmedizin am Universitätsklinikum Hamburg-Eppendorf (UKE) ist seit 2005 für die ruandische Behörde Commission for the Fight against Genocide (CNLG) zur Aufarbeitung des Völkermords im Jahr 1994 tätig und identifiziert frühere Täter sowie Opfer. Die Rechtsmedizin des UKE unter Klaus Püschel bat für die Konservierung der menschlichen Überreste im Murambi Genocide Memorial das Niedersächsische Landesamt für Denkmalpflege (NLD) aufgrund seiner restauratorischen Expertise um Amtshilfe. Ab 2017 reisten mehrfach auf Restaurierungen spezialisierte Mitarbeiterinnen des NLD nach Ruanda, um in der Gedenkstätte eine Werkstattstation aufzubauen, ruandische Kollegen zu schulen, Klimamessungen durchzuführen und ein Konservierungskonzept zu erstellen. Für eine Ausstellung zum 25. Jahrestag des Völkermords im Jahr 2019 konservierten Mitarbeiterinnen des NLD 20 Körper durch Entfernung des überdeckenden Kalks dauerhaft. Dies erfolgte durch Druckluftstrahlen mit einem festen Strahlmittel und erfolgte wegen der Staubbelastung in Strahlkabinen. Im Rahmen der Konservierung erfolgte eine forensische Untersuchung und Dokumentation der Körper auf Verletzungen und Todesursache durch deutsche Gerichtsmediziner. Seit 2019 sind die gereinigten Körper in der Gedenkstätte in Murambi in Glasvitrinen ausgestellt. An ihnen sind zum Teil offensichtlich tödliche Verletzungen, wie eingeschlagene Schädel, sichtbar. Diese Art der Präsentation von Völkermordopfern ist weltweit einmalig.

### Ausstellung „Never Forgotten – Never Again“  in Hannover
2020 plante das Niedersächsische Landesamt für Denkmalpflege (NLD) in Hannover in seinen Räumen eine Ausstellung zum Völkermord in Ruanda unter dem Titel „Never Forgotten – Never Again“ durchzuführen, die wegen der COVID-19-Pandemie in Niedersachsen verschoben wurde. Am 7. April 2022 wurde sie vom Niedersächsischen Kulturminister Björn Thümler und dem  ruandischen Botschafter Igor César eröffnet. Beim 7. April handelt es sich um den Internationalen Tag des Gedenkens an den Völkermord in Ruanda, den die Vereinten Nationen proklamiert haben. Die Ausstellungsdauer beträgt 100 Tage und entspricht der Dauer des Völkermords von 1994 in Ruanda.

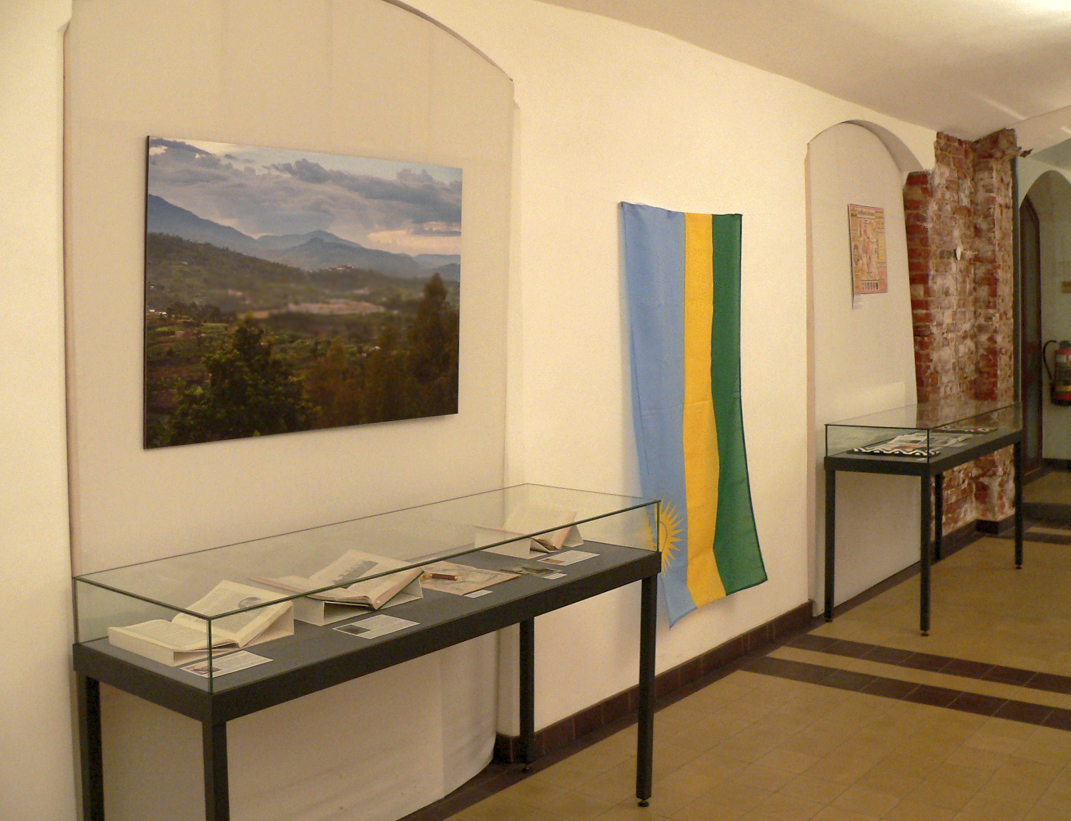
Ausstellungsbereich im NLD mit der Flagge Ruandas
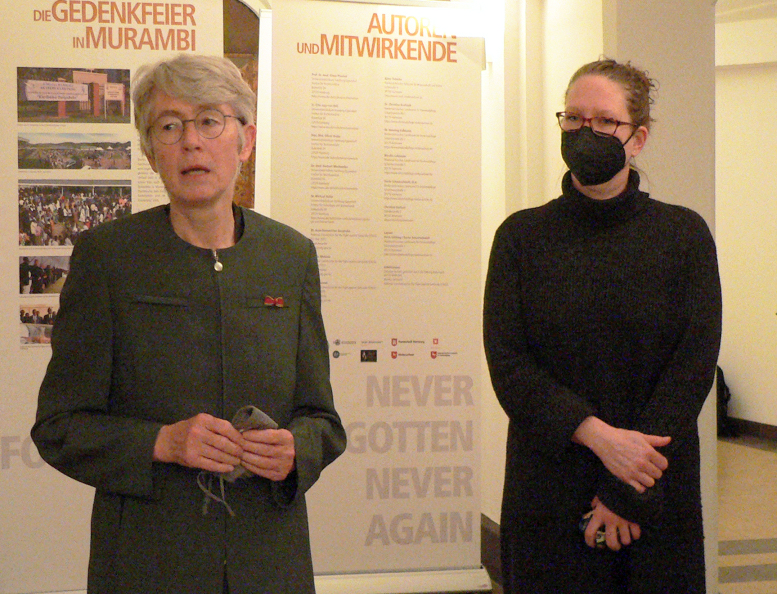
Die am Konservierungsprojekt beteiligte Mitarbeiterinnen des NLD
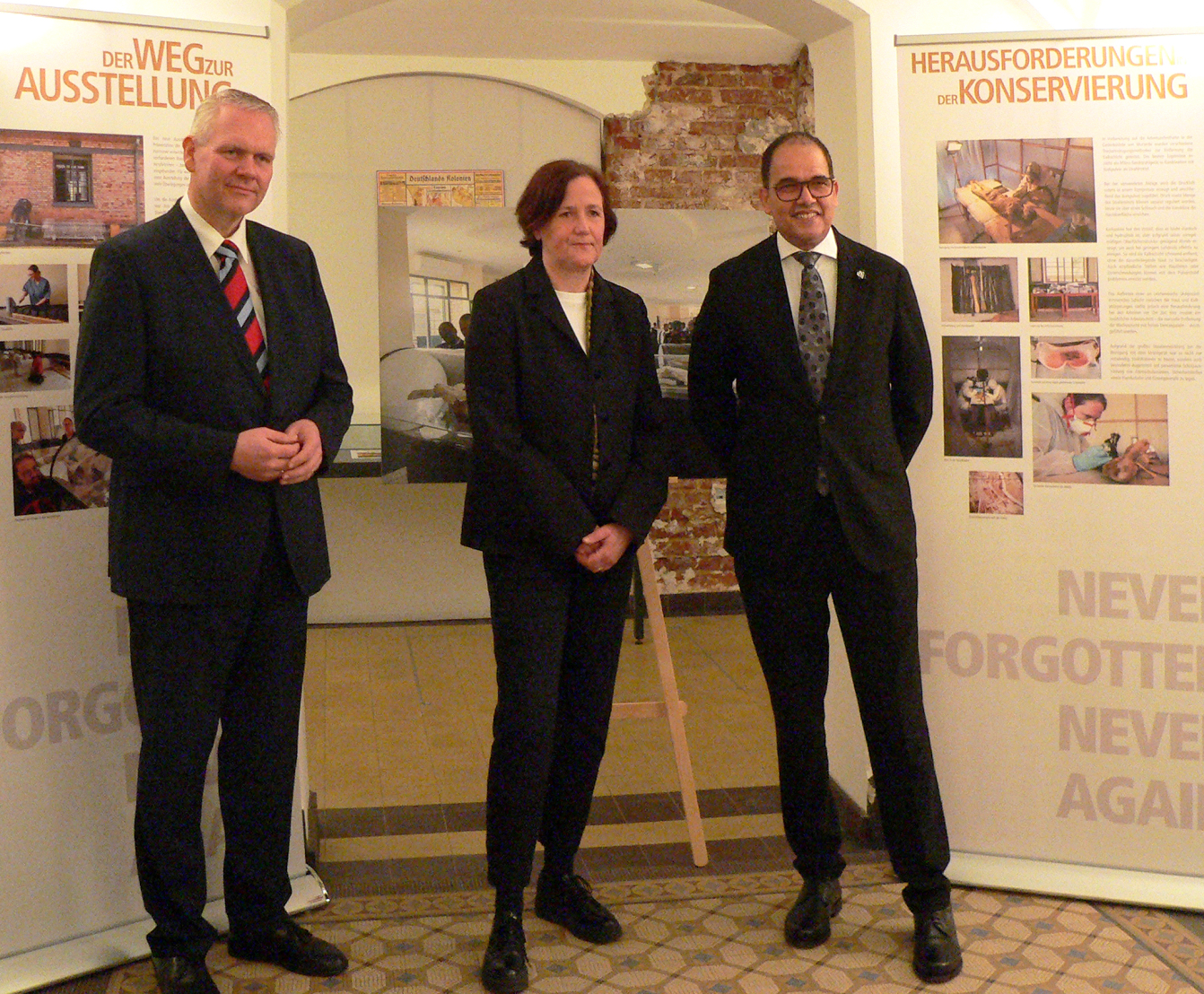
Eröffnung der Ausstellung durch den Kulturminister Björn Thümler, die Präsidentin des NLD Christina Krafczyk und den ruandischen Botschafter Igor César